# Бакай Тарас Мирославович

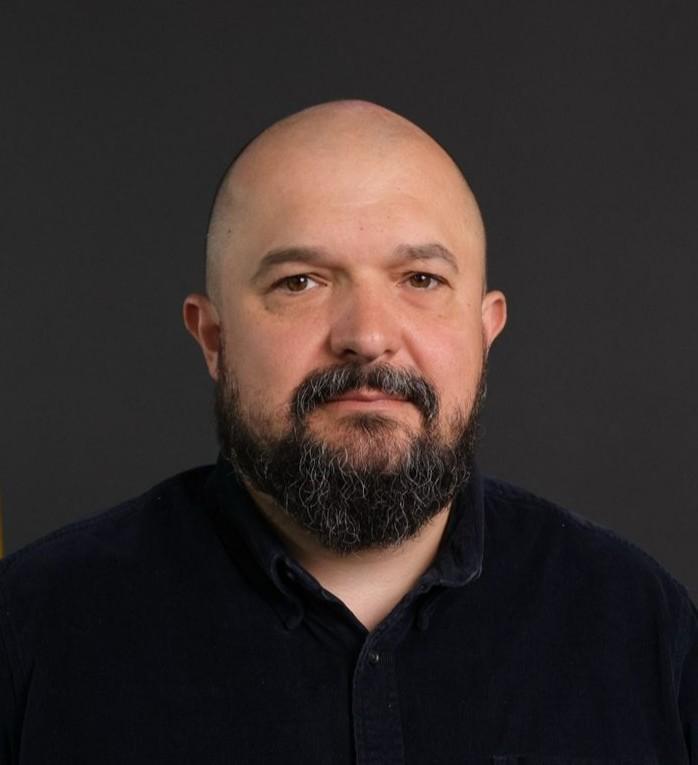
Бакай Тарас Мирославович

БАКАЙ Тарас Мирославович - Перший заступник голови Київської обласної державної адміністрації. Народився 9 серпня 1982 року у м. Мостиська Львівської області.

## Освіта
Закінчив Львівський національний університет імені Івана Франка у 2004 році за спеціальністю «Міжнародне право», а у 2007 році за спеціальністю «Правознавство».
У 2009 році закінчив Міжрегіональну академія управління персоналом за спеціальністю «Правознавство», а у 2018 році приватний вищий навчальний заклад «Львівський університет бізнесу та права» за спеціальністю «Облік і оподаткування».
Загальний стаж роботи понад 14 років.

## Трудова діяльність
04.2007 – 11.2007 –  радник голови Мостиської районної ради.
11.2007 – 12.2013 – робота в митних органах: від інспектора до начальника відділу митного оформлення митного поста «Мостиська» Львівської митниці Державної митної служби України.
02.2014 – 06.2014 – виконуючий обов’язки директора Державного підприємства «Науково-дослідного інституту».
06.2014-05.2017 приймав участь в антитерористичній операції на території Луганської та Донецької областей.
01.2015 – 09.2019 – робота в органах МВС: від інспектора патрульної служби до заступника начальника Головного управління Національної поліції України у Львівській області.
05.2022 – 06.2025 – проходження військової служби.
01.2025 – 05.2025 - голова Броварської районної державної адміністрації Київської області.
05.2025 – 06.2025 - радник начальника Київської обласної військової адміністрації (поза штатом).
Відповідно до розпорядження начальника Київської обласної військової адміністрації від 11.06.2025 призначений на посаду першого заступника голови Київської обласної державної адміністрації.

## Нагороди
Відзнака Міністерства внутрішніх справ України «Вогнепальна зброя» (2017).